# لادا 2101
- لادا 2107

لادا 2101 أو فاز 2101 (بالروسية: ВАЗ-2101)، هي سيارة عائلية متوسطة الحجم، صنعتها شركة أوتوفاز الروسية المالكة لعلامة لادا، وعرضت أول الأمر عام 1970 في الاتحاد السوفيتي.

## معرض الصور

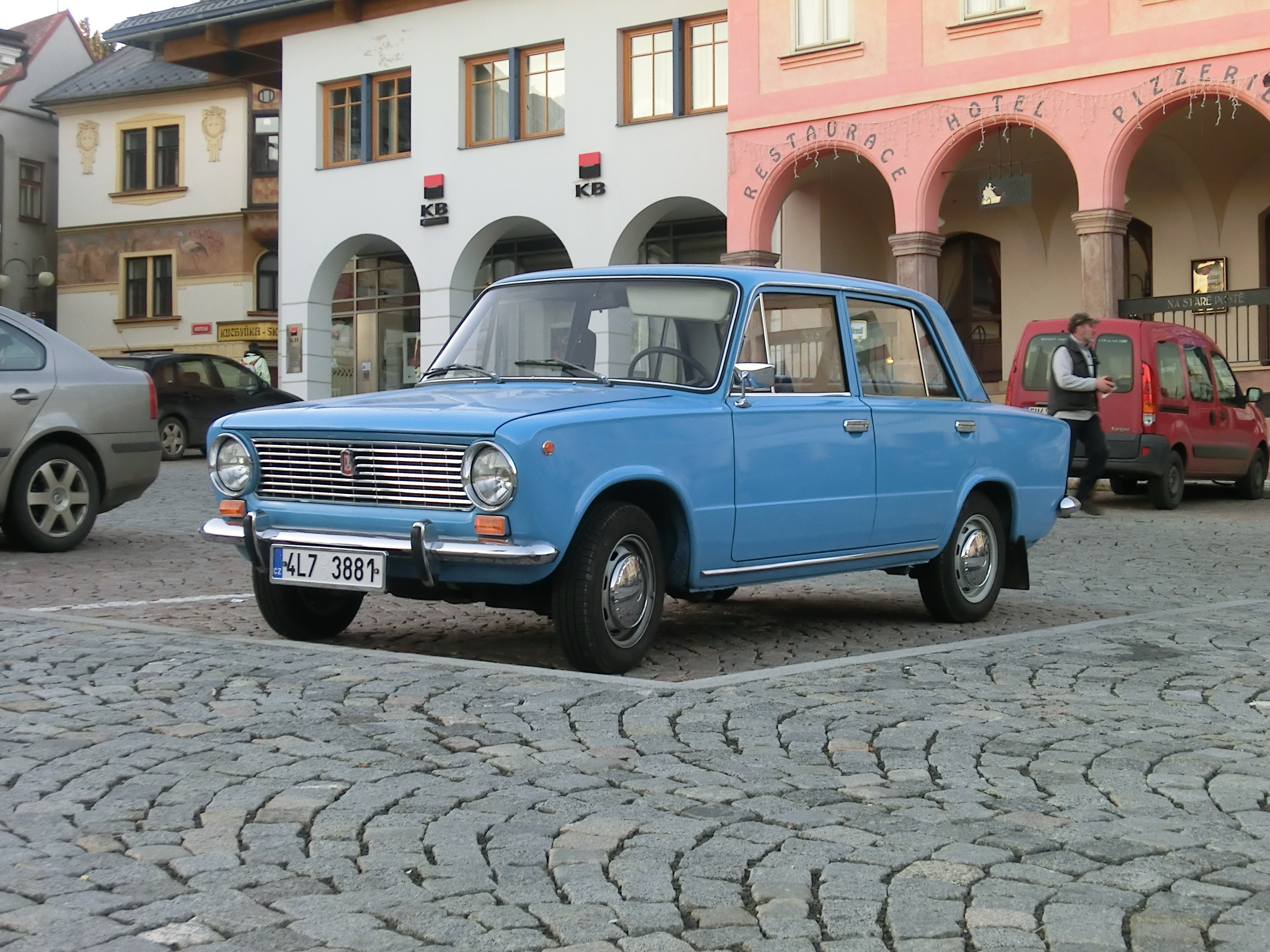
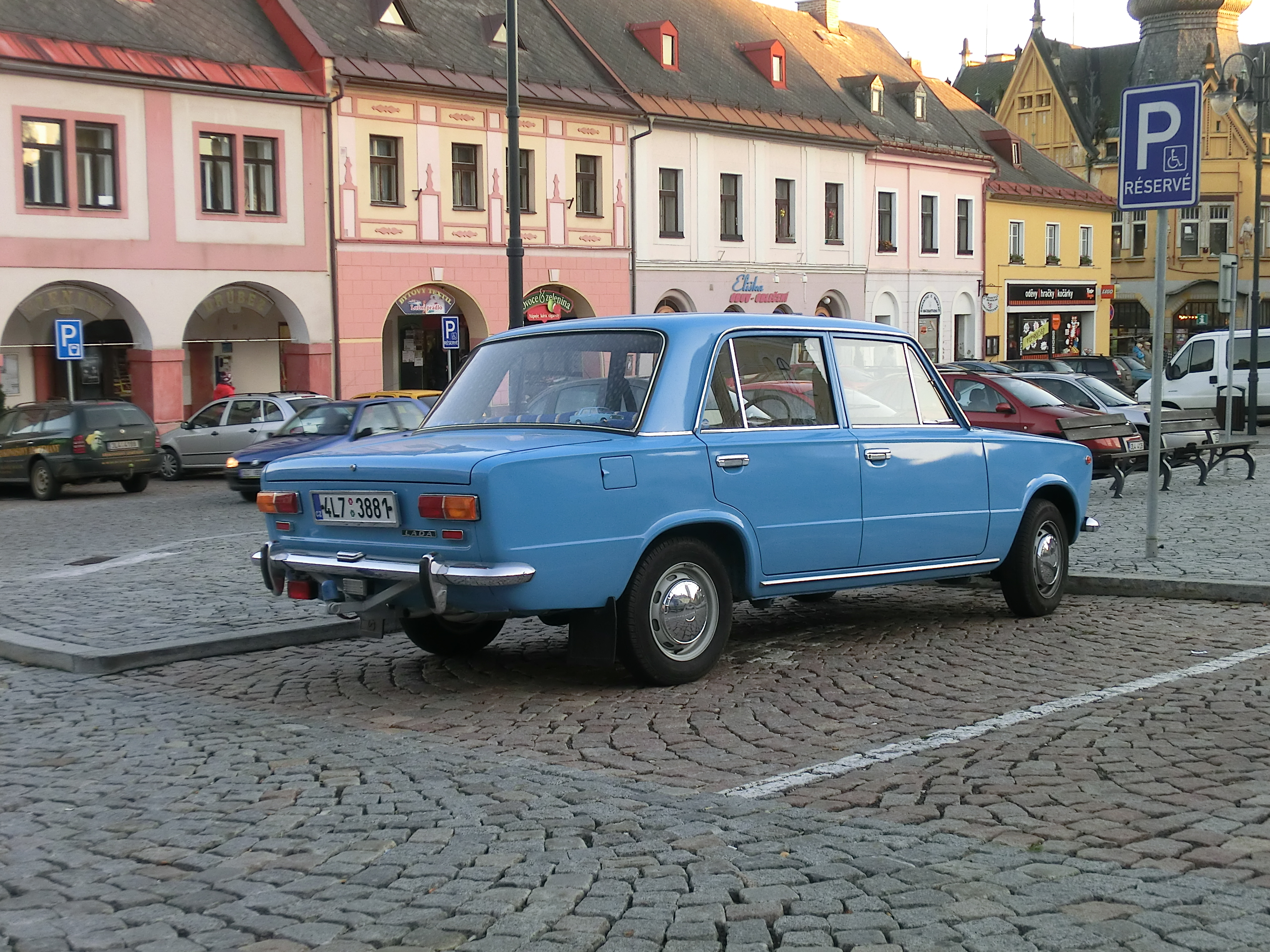
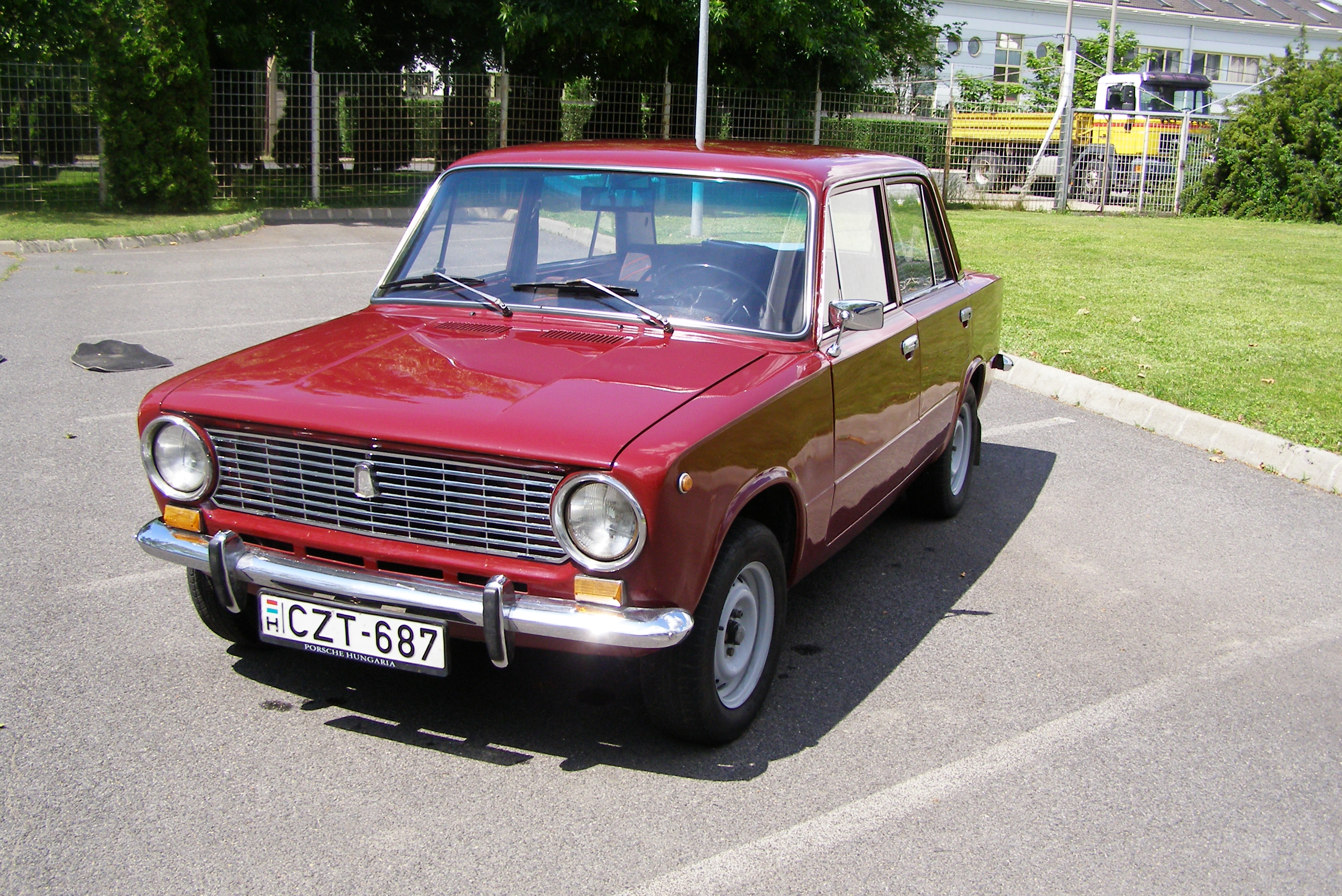
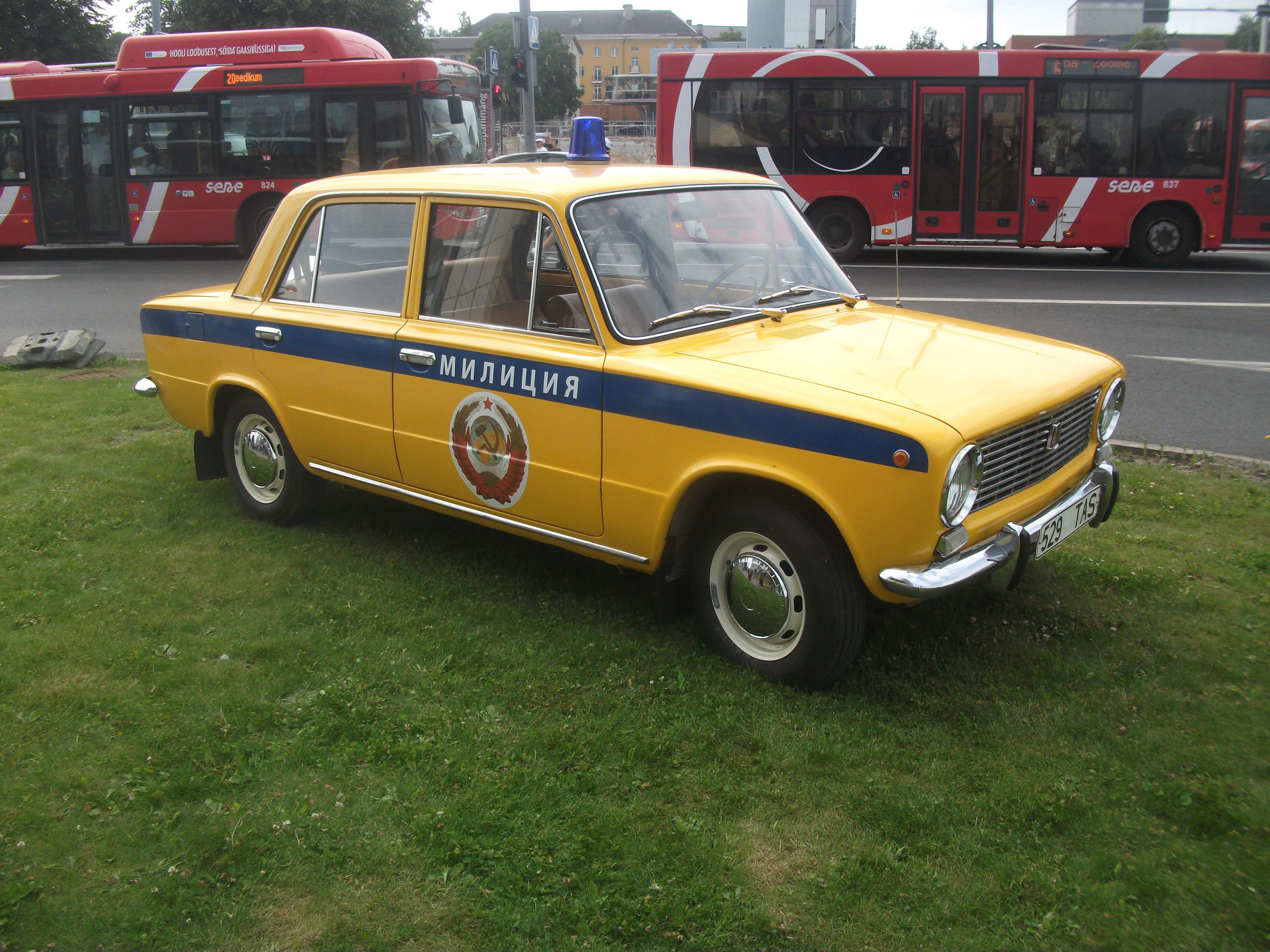
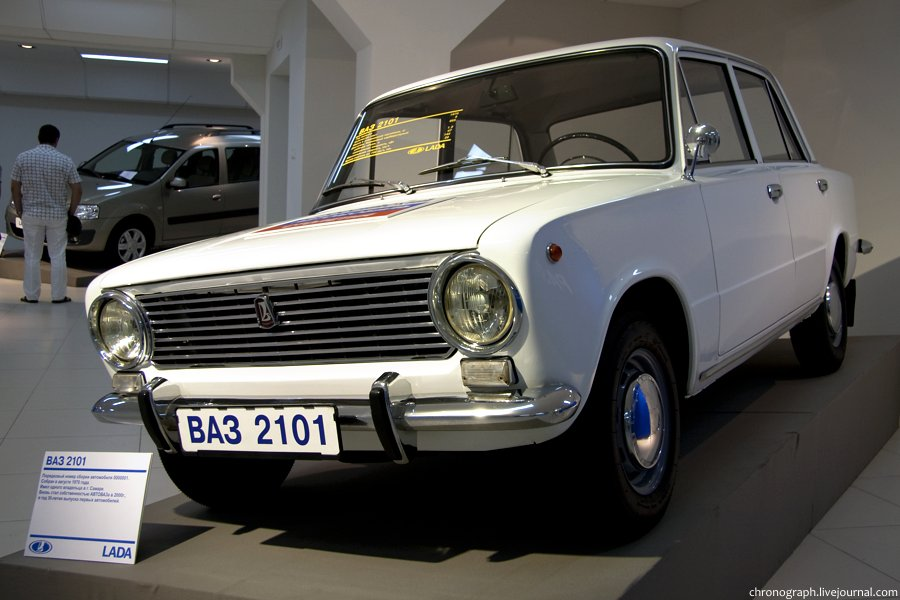